# Rubanier d'eau
Sparganium erectum
Espèce
Classification APG III (2009)
Statut de conservation UICN

 LC  : Préoccupation mineure
Le rubanier d'eau (Sparganium erectum) ou rubanier rameux est une plante herbacée récemment déplacée dans la famille des Typhaceae (et anciennement classée dans la famille des Sparganiaceae).

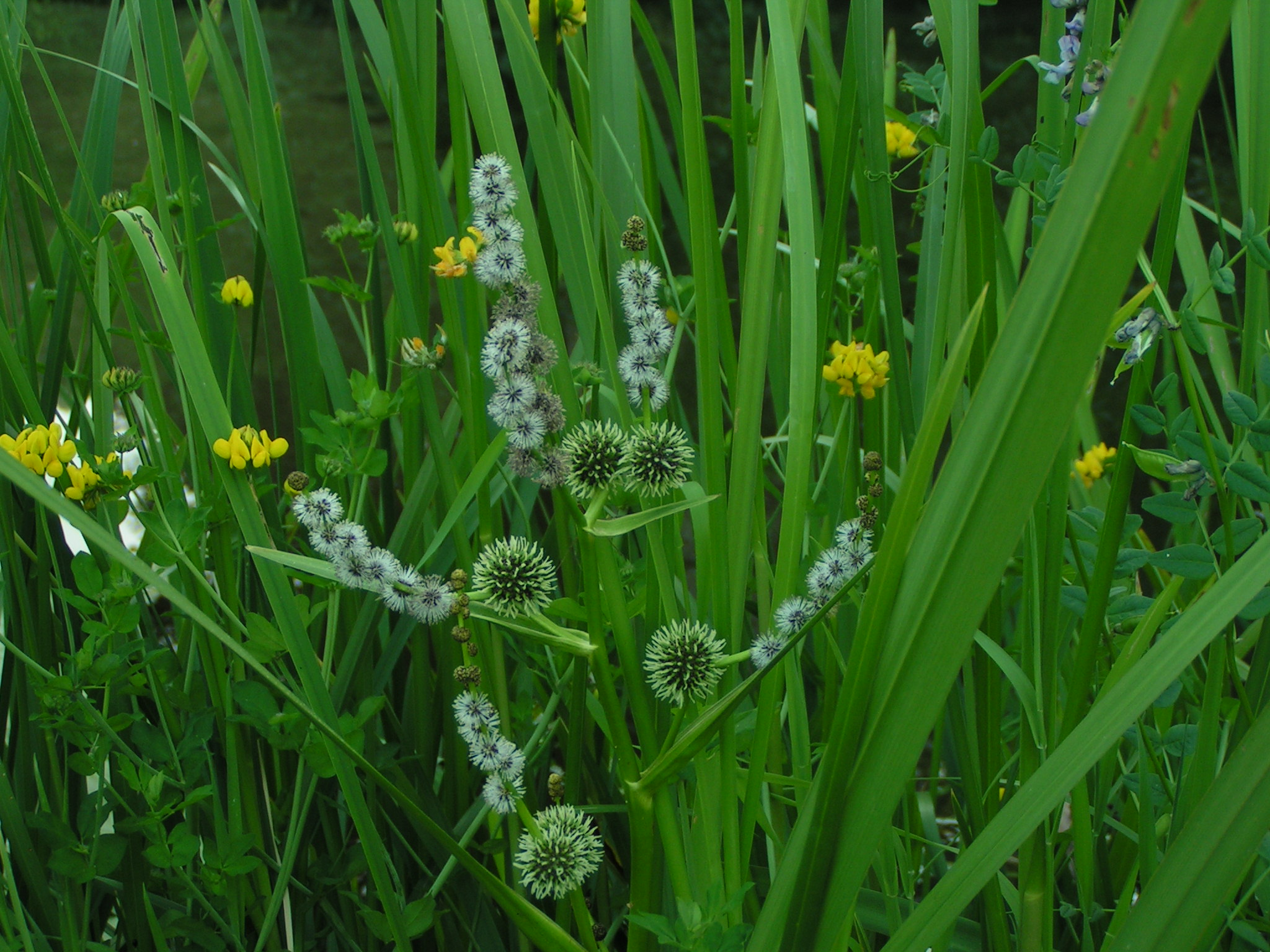
Sparganium erectum

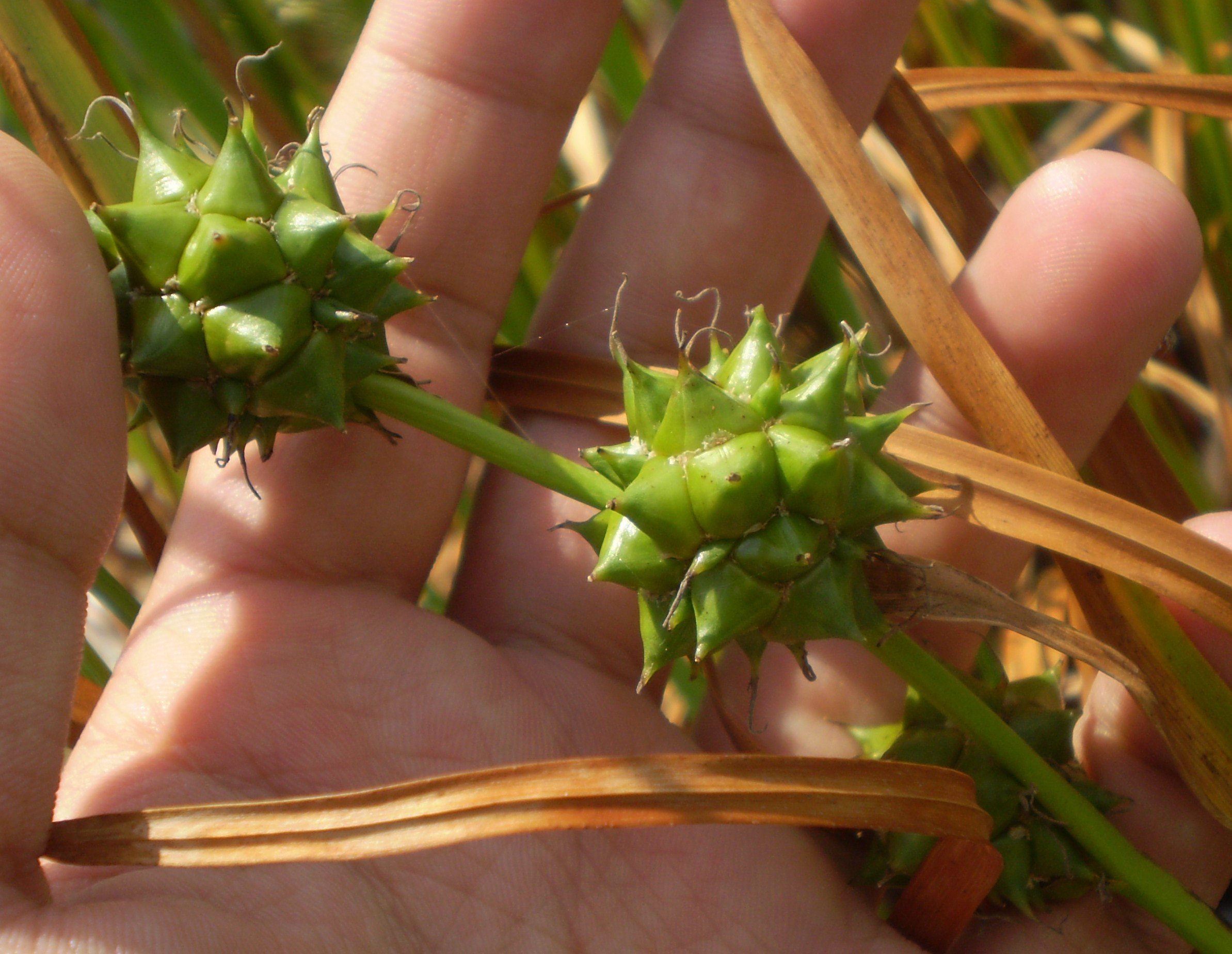
Fructification (en fin d'été)

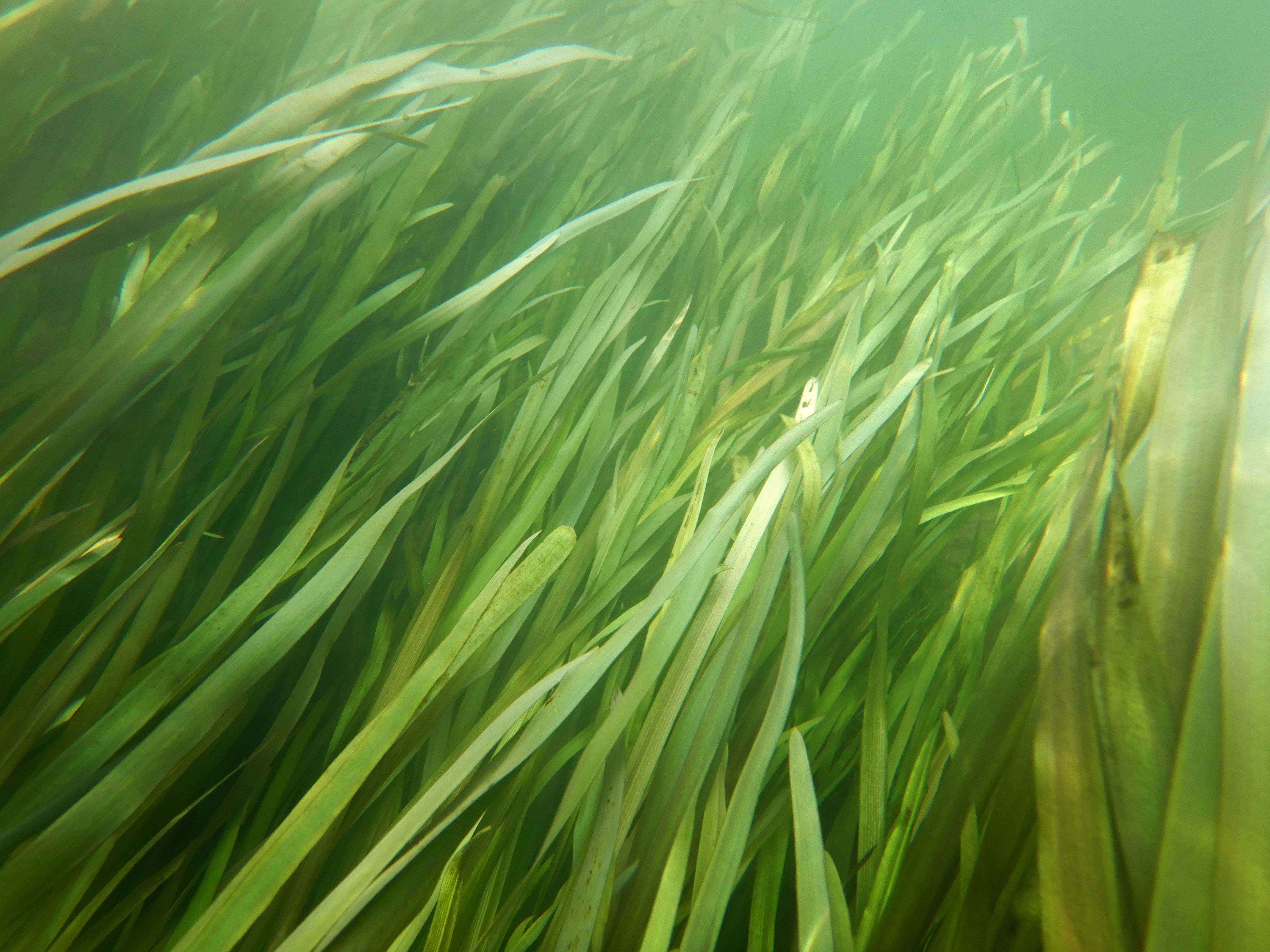
Herbier subaquatique de rubanier, ici dans un fossé de drainage d'un marais du bassin de l'Authie (secteur Maintenay-Roussent)

C'est une plante assez haute (50-100 cm) à feuilles linéaires. 
Les inflorescences sont ramifiées ; les fleurs sont groupées en capitules globuleux. 
On distingue des capitules mâles petits, nombreux et des capitules femelles nettement plus grands (de 1 à 4 par rameau).

## Écologie
Cette plante qui pousse dans les eaux fraiches, non acides et peu profondes peut adopter différentes formes de croissance (selon la profondeur, le courant et l'occurrence d'éventuels phénomènes d’exondation) et son métabolisme évolue selon la saison. 
Elle est considérée comme étant une espèce ingénieur dans les écosystèmes d'eau douce en plaine alluviale en ce qu'elle contribue à la fois à ralentir l'eau, au phénomène de sédimentation et de stabilisation du milieu (par ses racines et rhizomes), ainsi qu'à l'épuration de certains polluants de l'eau et des sédiments, tout en favorisant un décolmatage des sédiments les plus fins (qui sont asphyxiants), permettant une meilleure bioturbation, oxygénation du milieu et leur colonisation et exploitation par de nombreuses autres espèces (animaux, bactéries, plantes). À la différence des herbiers immergés constitués de plantes immergées telles que les vallisnéries, les herbiers de rubaniers ont eux une influence stabilisatrice à la fois subaquatique et encore plus marquée sur le pied de berge ou zone humide rivulaire. 
Son système racinaire peut aider des bactéries méthanotrophes à se nourrir du méthane fréquemment présent dans les sédiments anoxiques où il est issu d'une  fermentation anaérobie, laquelle est également réduite par l’oxygénation permise par le décolmatage par les racines et les animaux bioturbateurs associés.
O’Hare J.M. & al. (2012) ont montré à partir de tests faits dans le fleuve Blackwater (Essex), Royaume-Uni) que ce rubanier possède des propriétés biomécaniques remarquable, qui lui confèrent une grande résistance à l'arrachage face au courant et aux crues, durant toute sa saison de croissance, et si le courant devient trop fort, la tige se brise ce qui protège le système racinaire, et la plante peut ensuite repousser à partir du rhizome. En hiver, quand la partie aérienne de la plante meurt, le rhizome continue à stabiliser le sédiment.
Cette plante (comme les roseaux) contribue donc à la construction et à la géomorphologie des paysages alluviaux. Elle diminue la turbidité et limite la perte de sédiments vers la mer. Et au plus près de la berge, elle joue un rôle de plante pionnière préparant le terrain pour d'autres espèces (saules, aulnes, peupliers par exemple). Elle interagit avec les processus biotiques de dispersion des graines en améliorant la captation par le milieu de nombreuses graines de plantes de zones humides (apportées par l'eau, des animaux ou le vent),,. 
Le système racinaire est le lieu d'interactions avec des bactéries et certains invertébrés, mais les feuilles et tiges immergées peuvent aussi (en milieu eutrophe et turbide) être le support d'une colonisation par le périphyton, phénomène étudié par Albay & Akçaalan (publication 2008) qui ont montré que les perturbations physiques du milieu, l'eutrophisation, une faible intensité lumineuse (en lien avec la matière organique en suspension et la turbidité), ainsi que les fluctuations de température et du niveau de l'eau déterminent le degré de colonisation par le périphyton et sa « zonation verticale ».  Les taxons qui composent ce périphyton diffèrent selon le milieu, mais certains semblent plus ubiquistes comme en Turquie Oedogonium sp., Mougeotia sp., Cylindrocapsa sp., Cladophora glomerata (Linn.), Aulacoseira italica (Ehr.) Simonsen, Melosira varians C. Agardh, Navicula tripunctata (O.F. Müller) Bory et Fragilaria ulna (Nitzsch) Lange-Bertalot qui dominaient le périphyton sur S. erectum dans toutes les sections étudiées dans du lac de Manyas et du lac Sapanca respectivement eutrophe et plutôt oligotrophe.
Les herbiers de rubanier sont utilisés comme abris et supports par diverses espèces animales, (ex amphibiens et libellules dans les fleuves et grandes rivières, et jusque dans les ruisseaux (C'est par exemple l'une des 3 plantes (avec Apium nodiflorum et Ranunculus flammula) qui a été identifiée par une étude publiée en 1990 par J. Haury et JL Baglinière de l'INRA comme statistiquement reliée à une présence accrue des alevins de truites entre 0 et un an (quand le substrat n'est pas trop fin), de même  pour les truitelles de 1 an (mais alors associées à un plus grand nombre d'autres plantes).

## Caractéristiques
Organes reproducteurs
- Couleur dominante des fleurs : vert
- Période de floraison : juillet-septembre
- Inflorescence : épi de capitules
- Sexualité : monoïque
- Ordre de maturation :
- Pollinisation : autogame

Graine
- Fruit : akène
- Dissémination : hydrochore

Habitat et répartition
- Habitat type : mares et cressonnières flottantes européennes
- Aire de répartition : eurasiatique

Données d'après : Julve, Ph., 1998 ff. - Baseflor. Index botanique, écologique et chorologique de la flore de France. Version : 23 avril 2004.

## Utilisations
Selon J. Vercier, in Encyclopedie des connaissances agricoles - Arboriculture fruitière (Hachette, 1910), le rubanier ou "Spargaine" était un matériau de choix pour la ligature des greffes : p.20 de la 28e édition, "Une ligature faite de raphia, de coton ou mieux de feuilles de spargaine, établit le contact et assure la reprise."

## Intérêt pour le génie écologique et l'évaluation environnementale
Cette plante présentes plusieurs intérêts en termes de génie végétal et d'évaluation environnementale :
- Une valeur bioindicatrice[12] et pour la biosurveillance (car plusieurs organes de la plante bioaccumulent des métaux ou radionucléides).
- Sa réintroduction ou le confortement de populations existantes peut contribuer à stabiliser des sédiments, à la reméandrisation de petits cours d'eau et à rendre le sédiment plus perméable (décolmatage). Elle offre aussi alors de nouveaux habitats à de nombreuses espèces ;
- De par sa capacité à bioconcentrer certaines éléments polluants dans plusieurs de ses organes (feuilles, rhizomes, racines), elle peut être utilisée dans certains dispositifs de phytoremédiation (pour les métaux lourds principalement accumulés dans les racines et le rhizome[13]). Cette espèce a des besoins naturels significatifs en fer et manganèse[13] ;